# Friedrich Ohmann
Friedrich Ohmann (počeštěně Bedřich Ohmann, 21. prosince 1858 Lvov – 6. dubna 1927 Vídeň) byl rakouský architekt, který působil též v Čechách.

## Život
Po studiu střední školy ve Lvově a v Černovicích (1870–1877) studoval v letech 1877–1882 na Technické universitě ve Vídni (Technische Hochschule Wien) u profesorů Heinricha von Ferstel a Karla Königa. V letech 1882–1883 pokračoval ve studiu na Akademii výtvarných umění ve Vídni u profesora Friedricha von Schmidt.
V letech 1883–1886 působil jako suplent architektury a kreslení na Státní průmyslové škole (Staatsgewerbeschule Wien) ve Vídni. Poté byl v letech 1885–1888 asistentem prof Karla Königa na Technické universitě. V roce 1888 odešel do Prahy, kde vyučoval dekorativní architekturu na Uměleckoprůmyslové škole v Praze. V roce 1892 byl jmenován profesorem. Dále získal titul docenta na Akademii výtvarných umění v Praze v roce 1896. Mezi jeho žáky patřili například: Alois Dryák, Antonín Beneš, Bedřich Bendelmayer, Alois Masák, Rudolf Němec, Vojtěch Preissig či Jiří Justich.
V roce 1898 odešel zpět do Vídně, kde v letech 1899–1907 vedl přestavbu vídeňského Hofburgu. Od roku 1904 vedl mistrovskou třídu architektury na Akademii výtvarných umění ve Vídni.
Pohřben byl na Centrálním vídeňském hřbitově.

## Dílo (výběr)
V době působení v Praze byl představitelem historizujících slohů, později secese. Nakonec se přiklonil k novobarokní architektuře. Většina jeho staveb je kombinací různých stylů.

### Stavby v Čechách
- 1891 výzdoba interiéru Průmyslového paláce (Císařský baldachýn) na Jubilejní zemské výstavě v Praze v roce 1891
- 1891–1892 Valterův palác, Praha 1, Nové Město, dům čp. 140, Voršilská 12, palác postavil majitel lounského cukrovaru Matyáš Valtera (též Waltera). Na výzdobě se podíleli i Celda Klouček a Jan Kastner. V roce 1894 sem byla Františkem Křižíkem, jako do jednoho z prvních domů v Praze, zavedena elektřina. Od roku 1929 je zde sídlo apoštolského nuncia.[3][4]
- 1894–1895 Plodinová burza, Praha 1 – Nové Město, čp. 866, Senovážné nám. 28-30, Senovážná 1, Ohmannův návrh rozpracovali do realizační dokumentace Jindřich Jechenthal a František Hněvkovský. Realizovaná stavba se od původního návrhu dosti odchýlila. Budova byla dále přestavěna Bohumilem Hypšmanem v letech 1928–1929.[5]
- 1895 palác Assicurazioni Generali, Praha 1, Václavské náměstí 19, Jindřišská 1-3, spolupráce Osvald Polívka, výzdoba Stanislav Sucharda, Bohuslav Schnirch a další).[6]
- 1896 kostel Nanebevzetí Panny Marie, Zlonice – dostavba[7]
- 1896–1897 Štorchův dům, Praha 1 – Staré Město, čp. 552, Staroměstské náměstí 16, spolupráce: Rudolf Krieghammer – dům pro knihkupce Alexandra Štorcha. Jedná se o historizující novostavbu na místě zbořeného, původně gotického domu.[8]
- 1896–1897 dům U české orlice (Bubnovský dům), Praha 1 – Staré Město, čp. 567, Ovocný trh 15 / Celetná 30, novostavba domu pro MUDr. Čeňka Kliku spolupráce a provedení stavby: Quido Bělský, sgrafita provedena podle návrhů Mikoláše Aleše.[9]
- 1897–1898 Severočeské muzeum, Liberec
- 1897–1898 budova České průmyslové banky s kavárnou Café Corso, Praha 1, čp. 988, Na Příkopě – tato stavba bývá označována jako první secesní budova v Praze. Spíše se však jednalo o klasicistní dům se secesními prvky na průčelí a v interiéru;[10] stavba byla zbořena v roce 1936.
- 1897–1898 hlediště divadla Varieté, Praha 8 – Karlín, Křižíkova 10 – dnes Hudební divadlo Karlín, výzdoba sálu aj.
- 1898 obnova kostela Nanebevzetí Panny Marie v Přešticích po požáru v roce 1892.[11] Patrně na Ohmannův popud se nástropní malby ujal Jan Preisler.
- 1898–1900 Pomník svatého Václava, spolupráce: Alois Dryák, autor sochy: Josef Václav Myslbek,
- 1898–1901 kostel Nejsvětějšího Srdce Páně při klášteře voršilek v Kutné Hoře
- 1899–1902 Hotel Central, Praha 1 – Nové Město, čp. 1001, Hybernská 10. Ohmannův návrh z roku 1898 dokončili po jeho odchodu do Vídně jeho žáci Alois Dryák a Bedřich Bendelmayer. Na výzdobě interiéru se podílel i Jan Preisler. V sále působil od roku 1918 kabaret Červená sedma. Výzdoba sálu byla zničena, když byl sál přestavěn v letech 1929–1930 na divadelní sál (Komorní divadlo, později součást Městských divadel pražských).[12] Hotel byl v letech 2002–2004 přestavěn. Názory na tuto rekonstrukci se rozcházejí.[13][14]
- 1909 pomník Friedricha Schillera, Karlovy Vary, autor reliéfu: Max Hiller
- 1910 přestavba domu U tří mouřenínů, Karlovy Vary
- 1910–1912 kolonáda Zámeckého pramene, Karlovy Vary
- 1911–1914 Kramářova vila, Praha 1 – Hradčany, čp. 212, Gogolova 1

### Stavby v zahraničí
- 1900 Uměleckoprůmyslové muzeum (Museum für Kunst und Gewerbe), Magdeburg,
- 1901 Palmový skleník, Burggarten, Vídeň,
- 1903–1906 nábřeží vídeňského kanálu v městském parku, Vídeň, spolupráce: Josef Hackhofer,
- 1904–1907 památník císařovny Alžběty, Vídeň,
- 1904 Museum Carnuntinum, Bad Deutsch-Altenburg, Rakousko
- 1914–1916 Villa Regenstreif, Pötzleinsdorf,

### Studie
- 1916 Studie památníku [15]

Stavby Friedricha Ohmanna
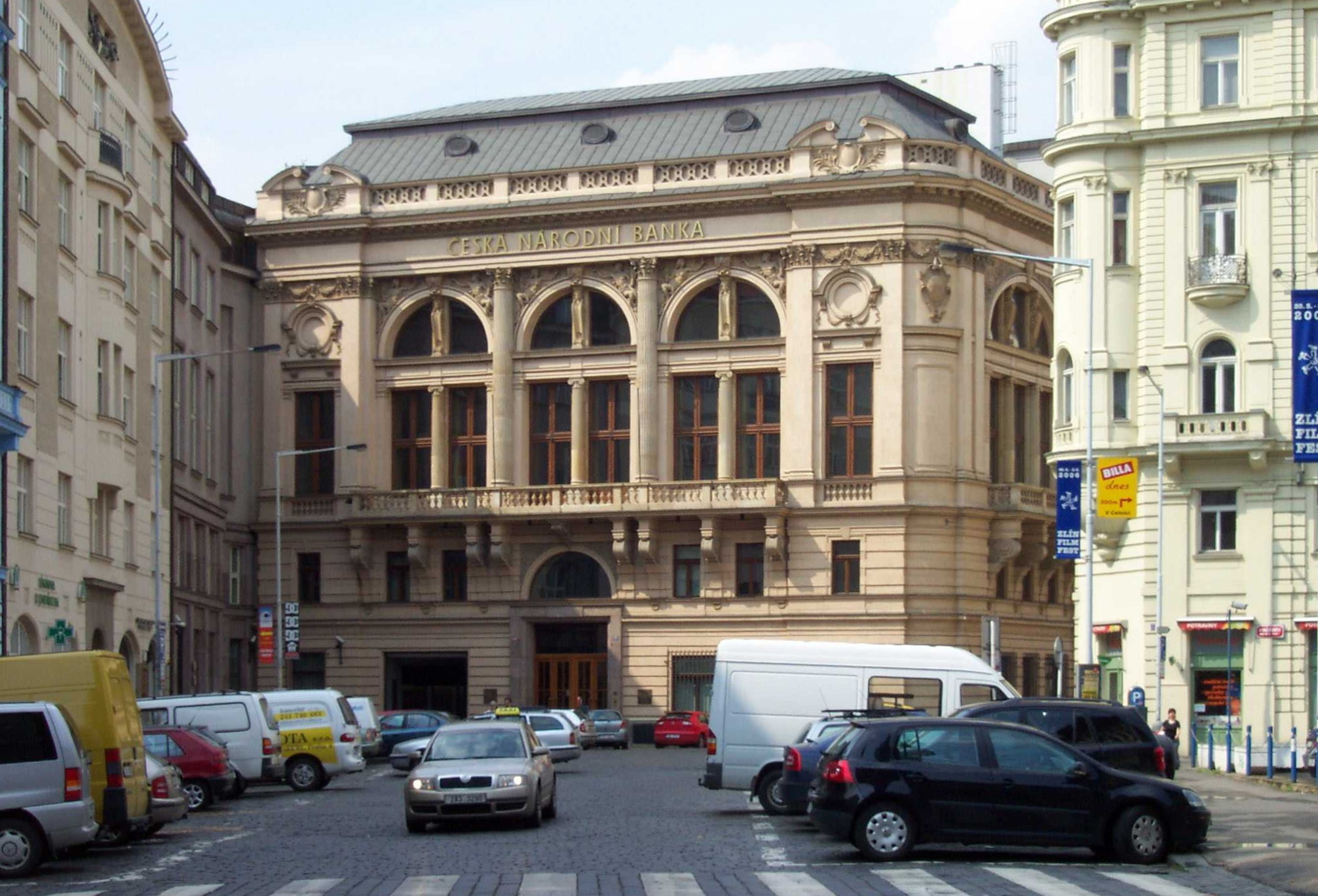
bývalá Plodinová burza, Praha 1894–1895
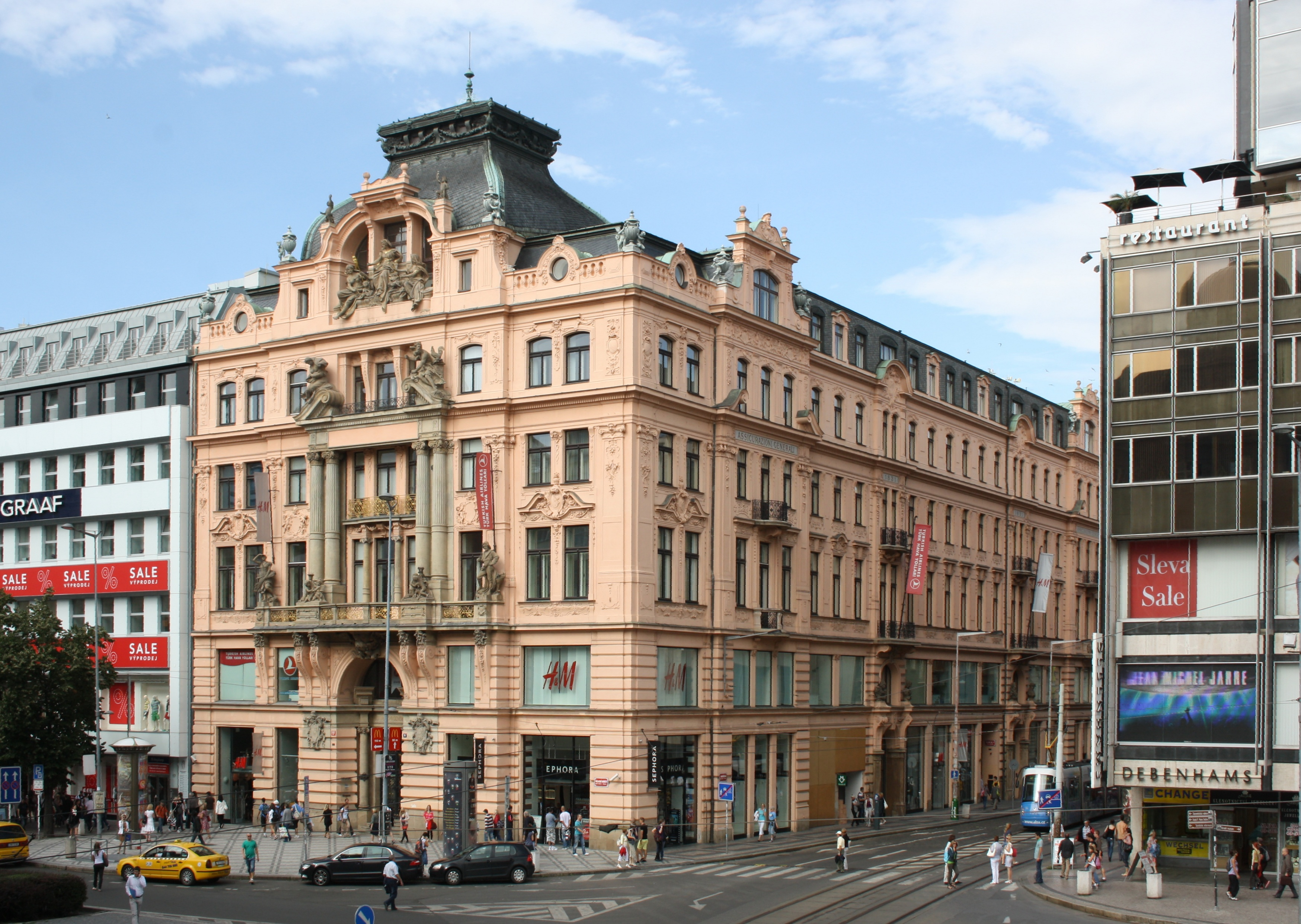
palác Assicurazioni Generali, Praha 1895
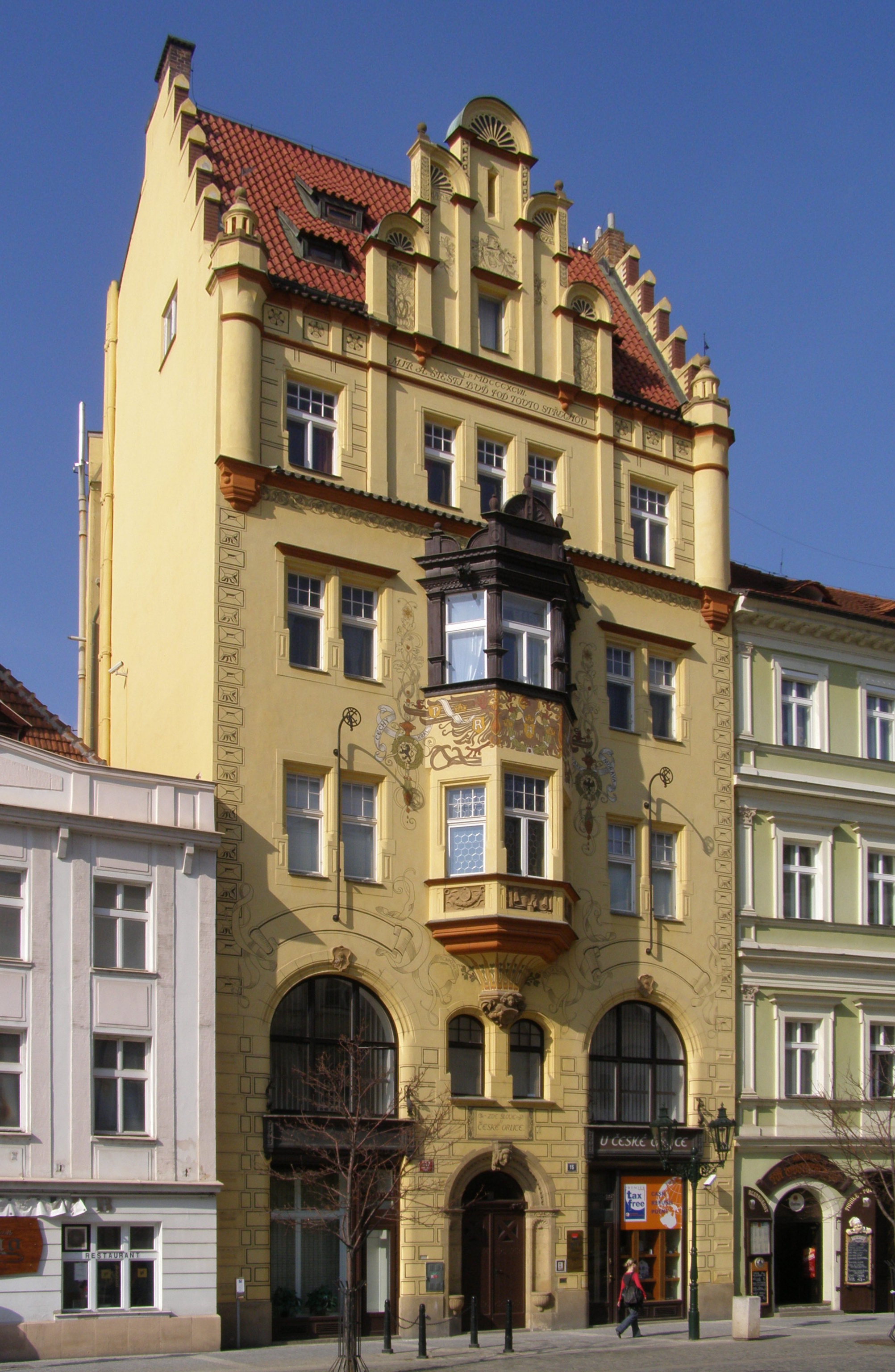
dům U české orlice, Praha, 1896–1897
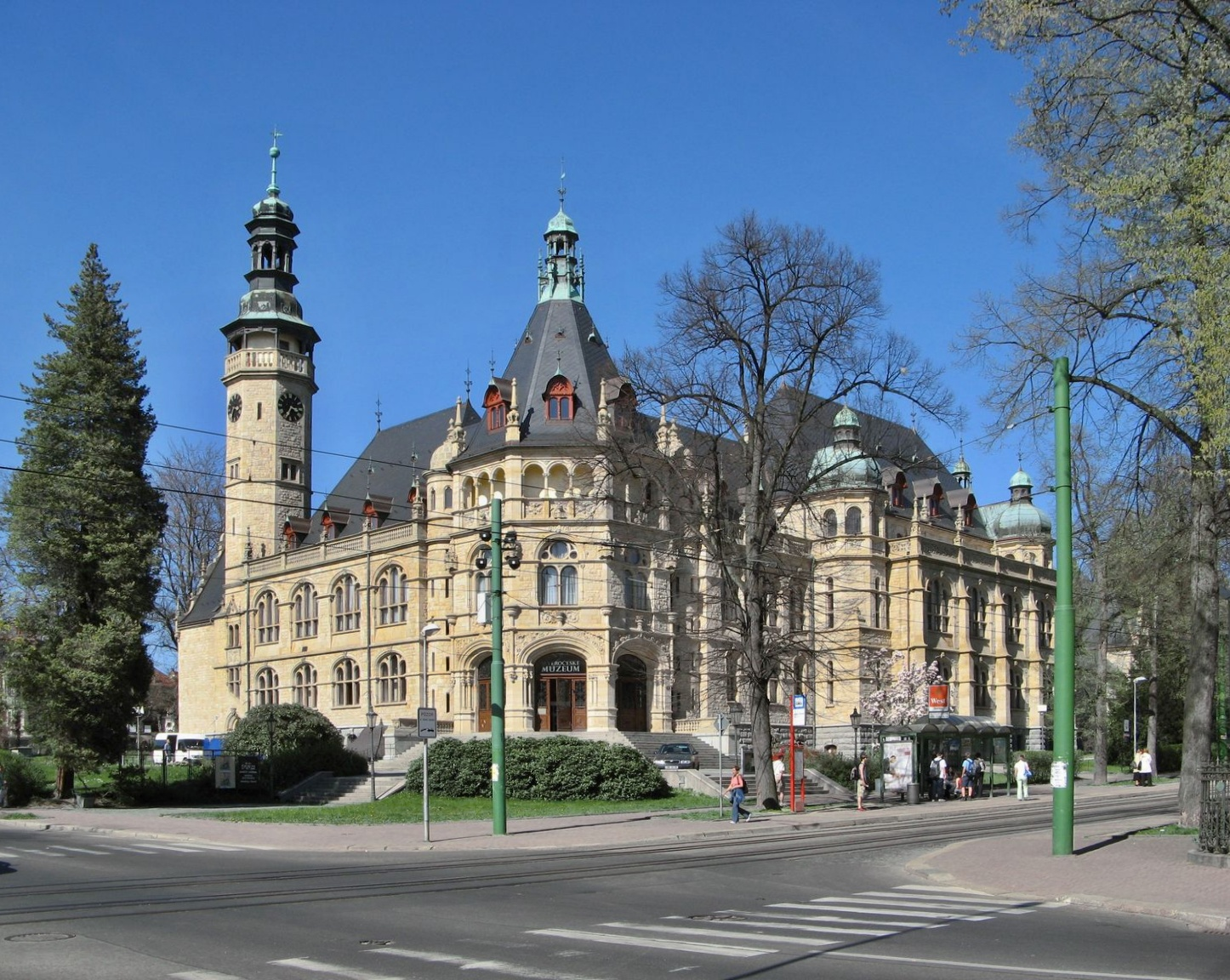
budova Severočeského muzea, Liberec, 1897–1898
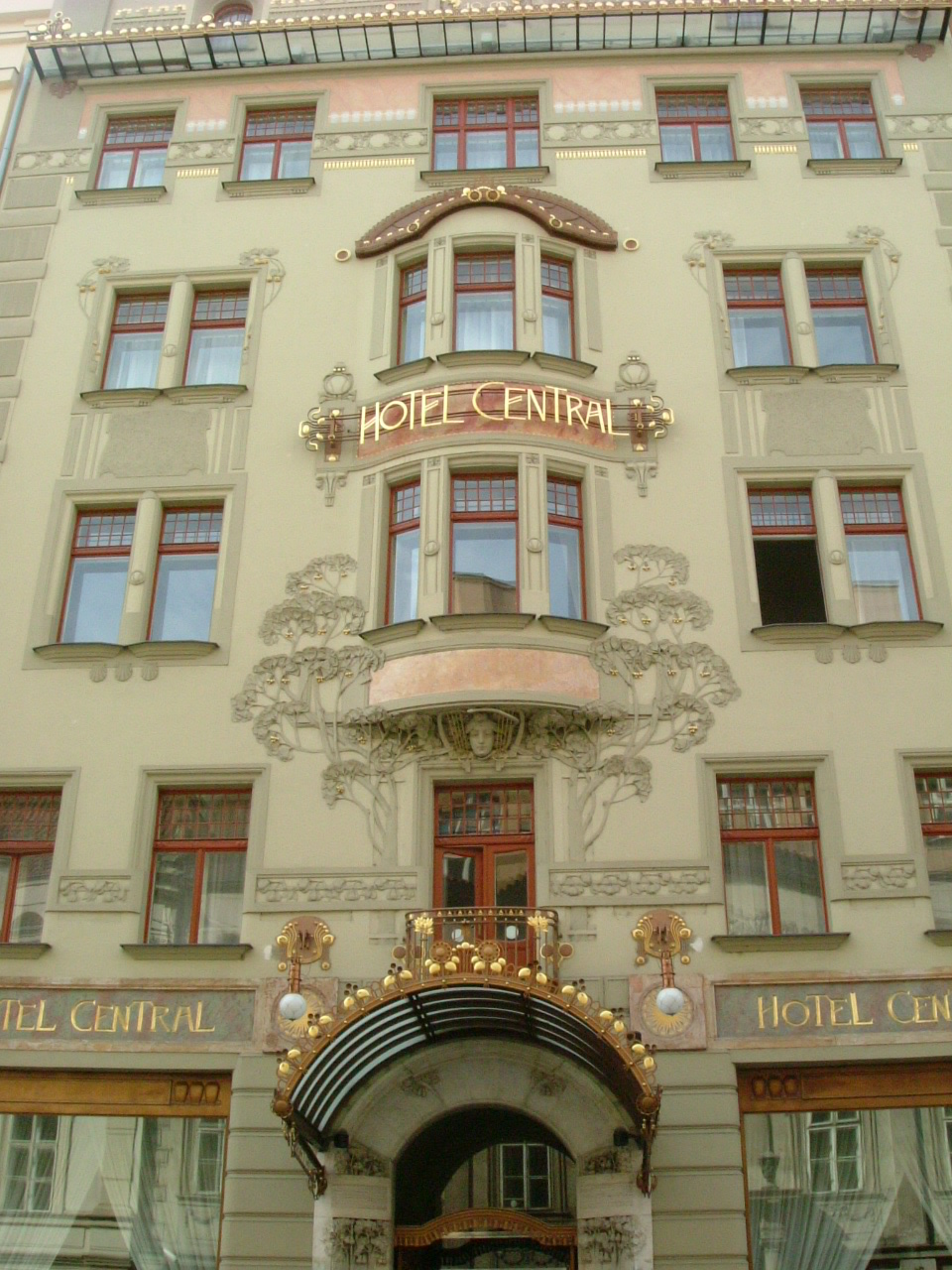
Hotel Central, Praha, 1899–1902
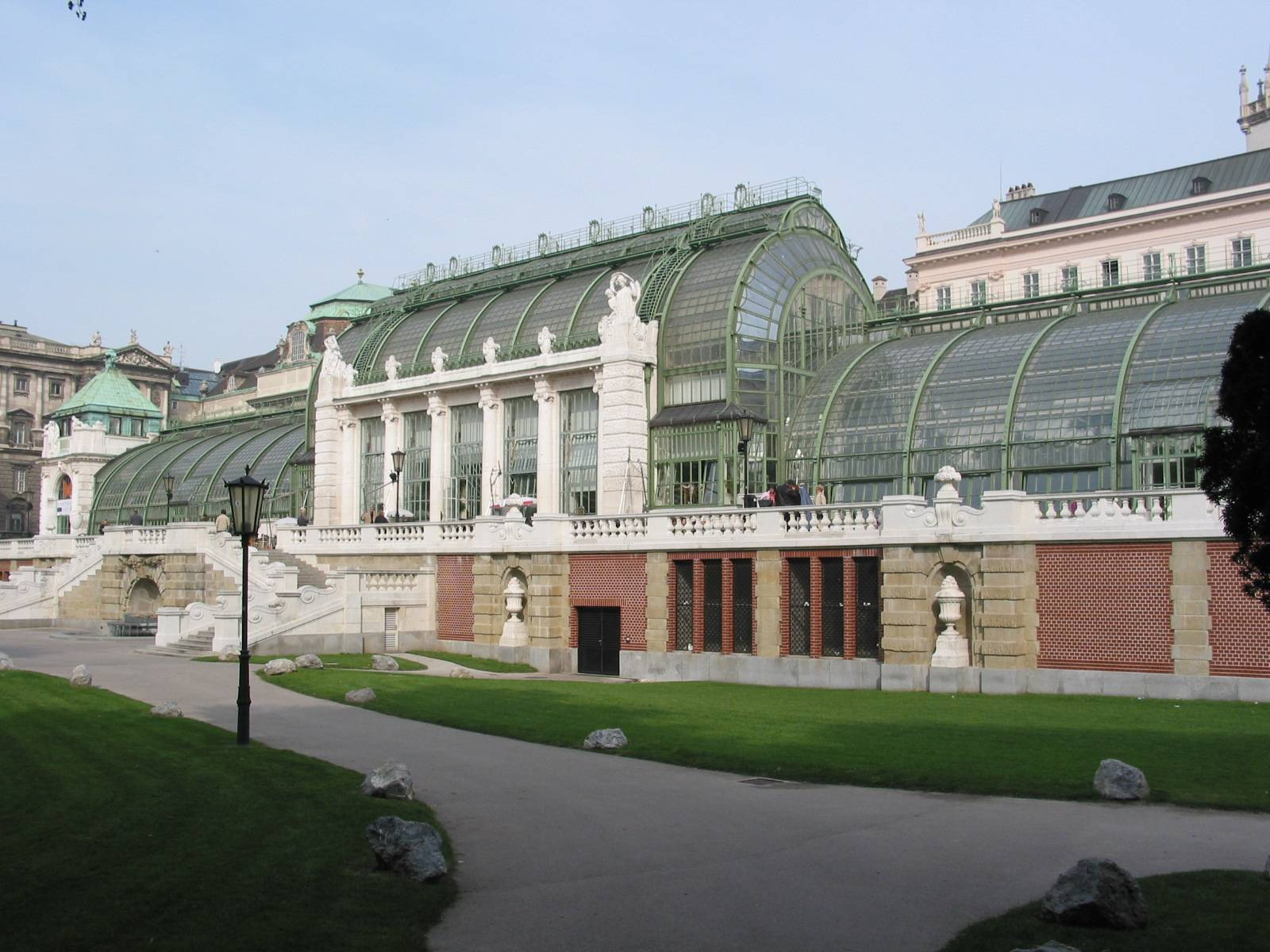
Palmový skleník, Burggarten, Vídeň, 1901
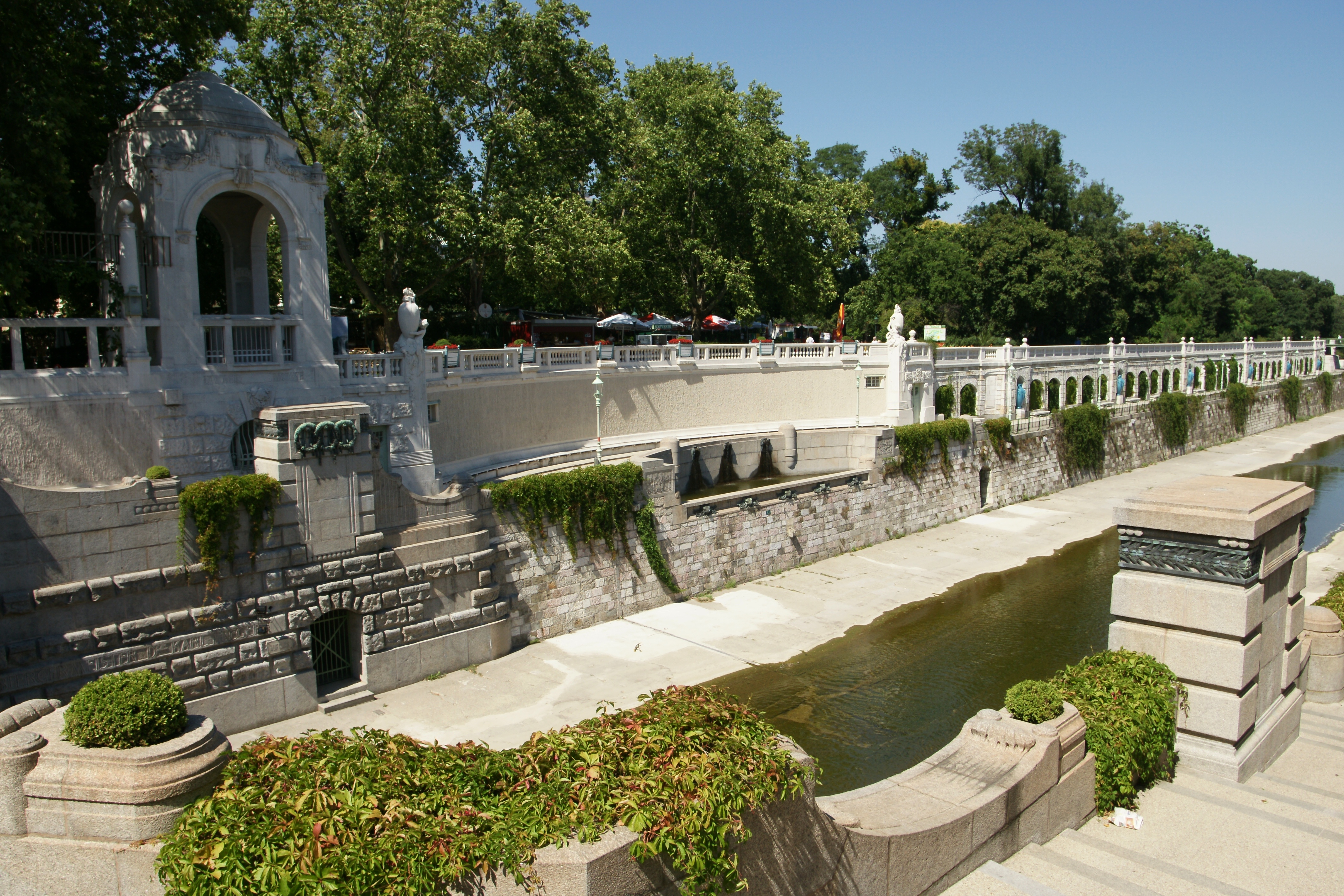
nábřeží vídeňského kanálu v městském parku, Vídeň, 1903–1906
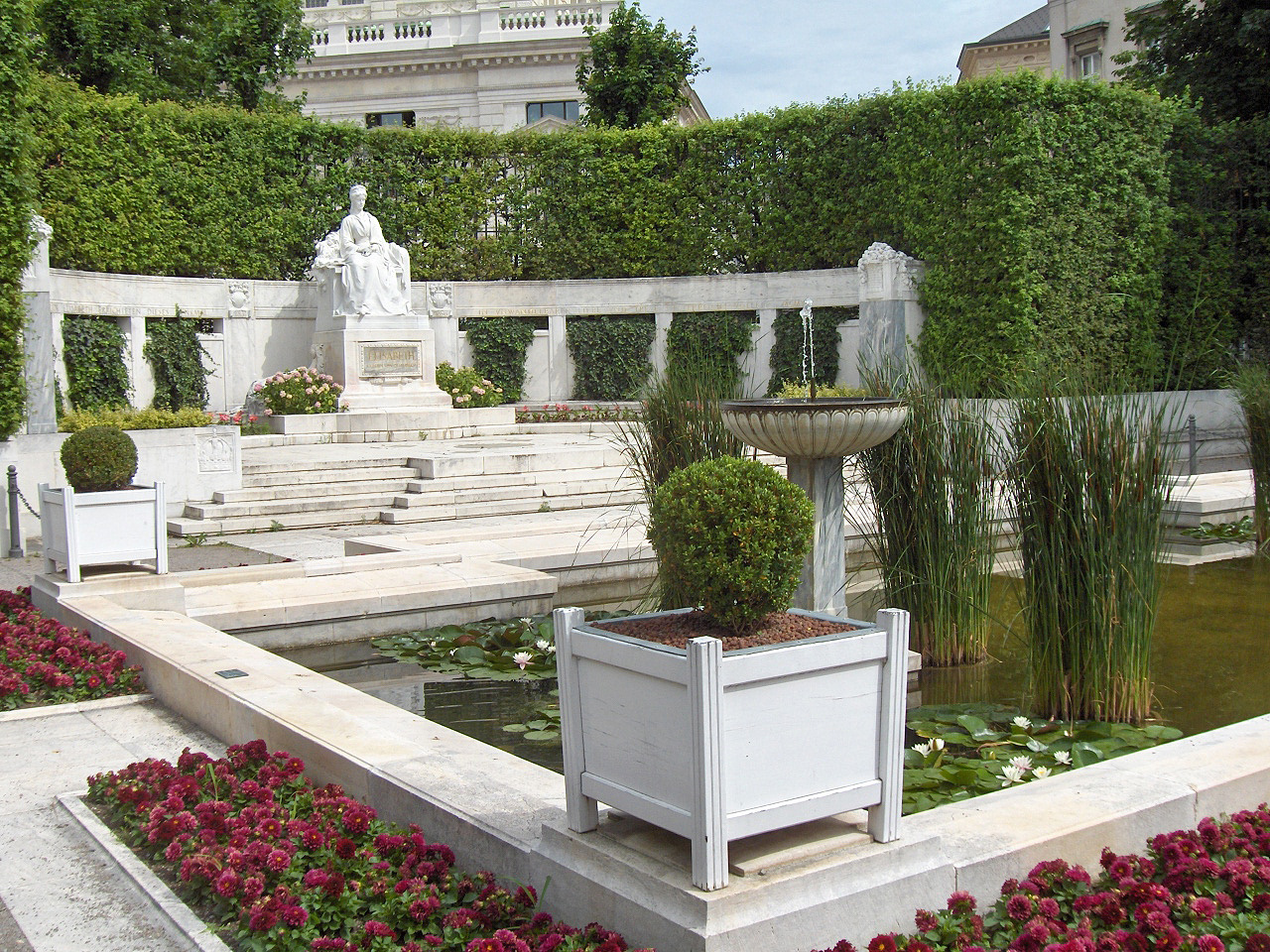
památník císařovny Alžběty, Vídeň, 1904–1907
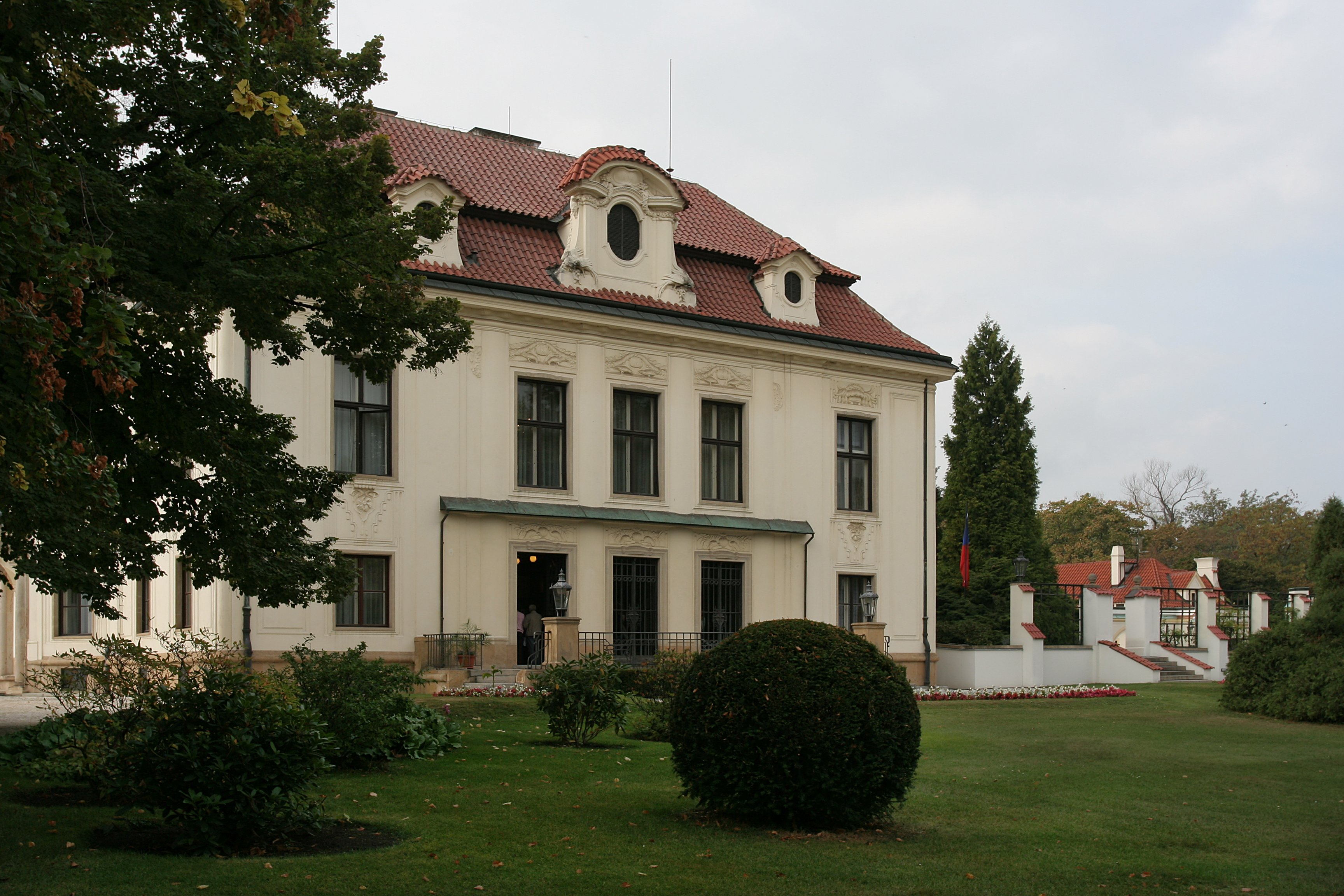
Kramářova vila, Praha, 1911–1914

## Spisy
- OHMANN, Friedrich; MÁDL, Karel Boromejský. Architektur und Kunstgewerbe der Barockzeit, des Rokoko und Empire aus Böhmen und aus österreichischen Ländern. Vídeň: Schroll, 1900, 1912.

## Výstavy
- 2013 Friedrich Ohmann: Objev baroku a počátky moderní architektury v Čechách, Galerie UM, Vysoká škola uměleckoprůmyslová, Praha, 8. 11. 2013 – 4. 1. 2014, prodlouženo do 7. 1. 2014[16][17]